# Gongo Lutete
Gongo Lutete (N'Gongo Leteta) (c. 1863-1893) fue un líder congoleño de finales del siglo XIX.
Cuando era niño Gongo fue capturado y vendido como esclavo por mercaderes árabes, pero después de ganar su libertad se convirtió en un líder respetado de las tribus congoleñas batetela (tetela) y bakussu. Gongo logró controlar el área alrededor de Ngandu en la parte alta del río Lomami. En 1886 el unió sus fuerzas a las del comerciante árabe de esclavos Tippu Tip cerca de Pool Malebo donde organizó la resistencia contra las tropas de Leopoldo II de Bélgica. En su expedición a Katanga, Alexandre Delcommune, recibió una magnífica acogida en Ngandu por Gongo entre el 2 y 18 de mayo de 1891.
En la guerra de 1892 a 1894 en el Congo oriental entre los belgas y los esclavistas del Sultanato de Zanzíbar. Gongo y su pueblo lucharon inicialmente por los árabes, bajo el mando de Sefu, hijo de Tippu Tip. Parecía obvio, ya que la fuerza pública belga tenía apenas doce oficiales europeos con 3.000 soldados nativos (incrementados a 8.000 al año siguiente) dirigidos por Francis Dhanis (1861-1909) contra los más de 10.000 hombres de Sefu (500 de ellos enviados desde Zanzíbar). Gongo tenía un ejército de 10.000 guerreros, aunque solo mil de ellos con armas de fuego, y la mayoría eran batetela (tetela).
Sin embargo, Sefu no pago a los congoleños por su lealtad y el marfil que les entregaron. Después de una serie de compromisos con Dhanis a finales de 1892 cambio de bando. El comandante belga formó así un ejército de 300 regulares y 2.000 tetela. Esto enfureció a Sefu quién envió un mensaje al gobierno colonial belga exigiendo la entrega de Gongo y que llevaría sus ejércitos a Stanleyville en el oeste del Congo de no hacerse.
Lutete luchó por el Estado Libre del Congo hasta septiembre de 1893 cuando fue acusado de conspirar contra dicho estado y ejecutado. Gongo fue fusilado después de un breve juicio militar en que su acusador, un joven oficial belga, no presentó evidencias concretas sobre su culpabilidad. Se dice que Lutete tenía un soldado songye bajo su mando al que mató por alguna ofensa. Otro soldado de dicha etnia le hablo a los blancos acusándolo de traición en venganza. También se dice que cuando se lo fusiló varias rondas de tiros les fueron disparadas pero no lo afectaron hasta que finalmente le quitaron sus amuletos bajo los consejos de un mago luba y finalmente murió al siguiente tiro.
La guerra fue finalmente ganada por los belgas cuando en la batalla del río Luama (al oeste del lago Tanganyika) el 20 de octubre de 1893 donde Sefu fue asesinado, tras esto la resistencia árabe se derrumbó. Los soldados que trajo Gongo consigo consideraron su muerte una traición y en 1895 se amotinaron y mataron a sus comandantes belgas.